# Stenocorus schaumii
Stenocorus schaumii är en skalbaggsart som först beskrevs av Leconte 1850.  Stenocorus schaumii ingår i släktet Stenocorus och familjen långhorningar. Inga underarter finns listade i Catalogue of Life.